# Podskalnica sawannowa
Podskalnica sawannowa (Guyruita cerrado) – gatunek pająka z rodziny ptasznikowatych. Zamieszkuje Brazylię.

## Taksonomia
Gatunek ten opisany został po raz pierwszy w 2007 roku przez José P.L. Guadanucciego, Sylvię M. Lucas, Rafaela P. Indicattiego i Flávio U. Yamamoto. Jako lokalizację typową autorzy wskazali Serra da Mesa w Colinas do Sul na terenie brazylijskiego stanu Goiás. Epitet gatunkowy pochodzi od cerrado – formacji roślinnej zasiedlanej przez ten gatunek.

## Morfologia
Samice osiągają od 20 do 28 mm, a samce od 11 do 24 mm długości ciała. Ubarwienie jest ciemnoczerwonawe z ciemnymi szewronami na grzbietowej stronie opistosomy (odwłoka). Karapaks ma słabo wyniesioną część głowową z lekko wyniesionym, szerszym niż dłuższym wzgórkiem ocznym. Oczy pary przednio-bocznej leżą nieco bardziej z przodu niż przednio-środkowej, a pary tylno-środkowej bardziej z przodu niż tylno-bocznej. Jamki karapaksu są proste. Szczękoczułki mają człon nasadowy z 9 lub 10 ząbkami. Szczęki mają ponad 100 kuspuli, natomiast na kwadratowej wardze dolnej jest ich około 180 u samic i około 200 u samców. Owalne sternum ma tylną parę sigillów oddaloną od krawędzi na odległość większą niż jej średnica. Skopule na nadstopiach pierwszej i drugiej pary zajmują ponad połowę ich długości, a na pozostałych parach połowę długości. Na stopach pierwszej pary skopule są pełne, na tych drugiej pary pełne z linią rzadkich szczecinek, a na pozostałych parach podzielone pasmem grubych szczecin. Trichobotria maczugowate rozmieszczone są na stopach w dwóch równoległych szeregach. Samiec ma na goleniach pierwszej pary odnóży stosunkowo krótkie apofizy (haki) goleniowe, składające się z dwóch gałęzi, z których tylna jest dłuższa i ma dwa małe kolce na szczycie, a przednia krótsza i zaopatrzona w jeden kolec tych samych rozmiarów. Nogogłaszczki samca mają długi i zwężający się ku końcowi bulbus pozbawiony kilów oraz długi i cienki embolus. Genitalia samicy zawierają dwa wielopłatowe zbiorniki.

## Ekologia i występowanie
Gatunek neotropikalny, znany wyłącznie z północnej i środkowej części Brazylii. Podawany jest ze stanów Pará, Maranhão, Piauí, Tocantins, Goiás i Dystryktu Federalnego. Zamieszkuje ekoregion cerrado.